# Moacșa
Moacșa é uma comuna romena localizada no distrito de Covasna, na região histórica da Transilvânia. A comuna possui uma área de 35.17 km² e sua população era de 1219 habitantes segundo o censo de 2007.